# Día de la Tradición

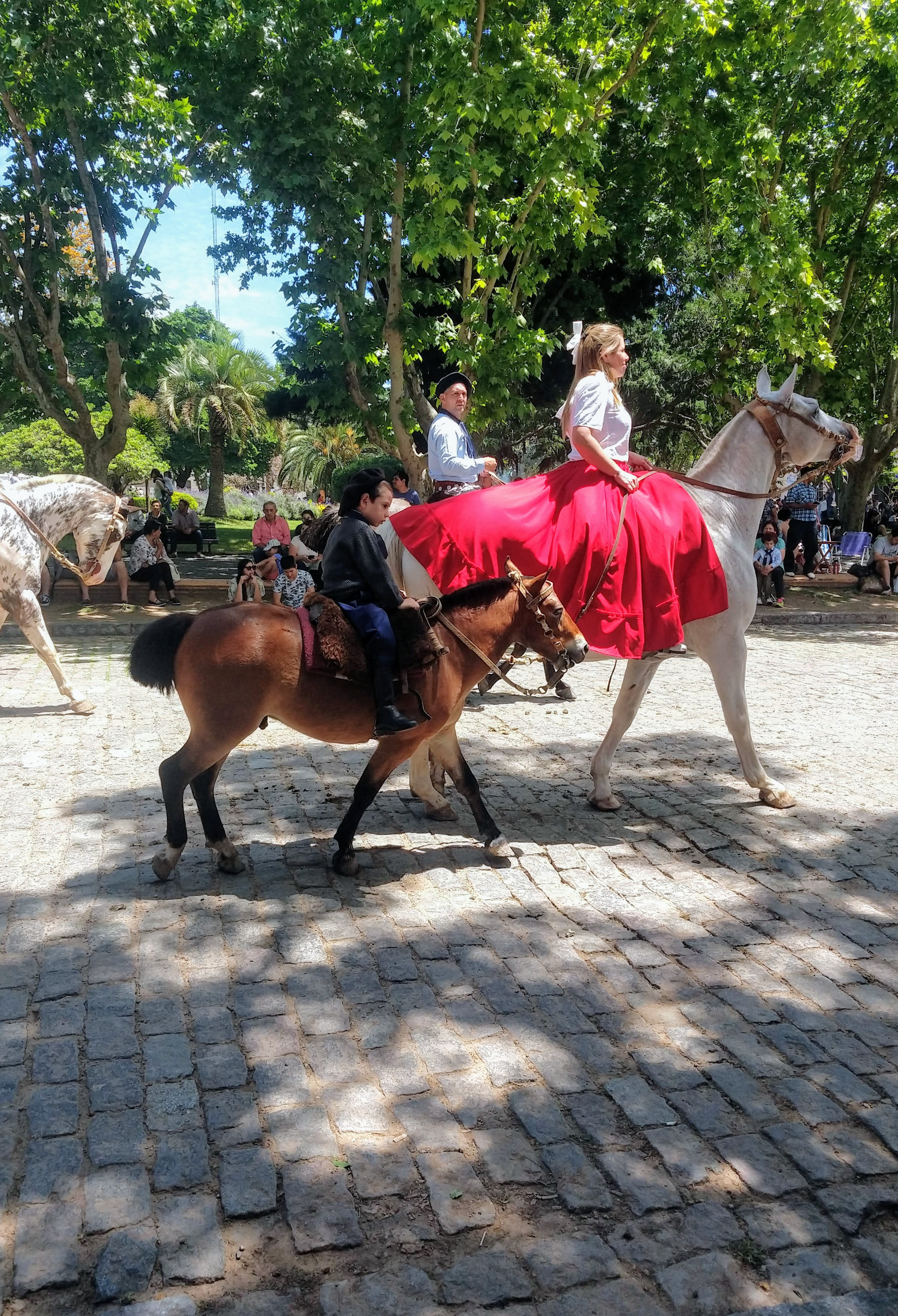
Celebración en San Antonio de Areco, provincia de Buenos Aires.

El Día de la Tradición se celebra en Argentina el   10 de noviembre fecha que fue elegida en conmemoración del natalicio del poeta argentino José Hernández (1834 - 1886), autor, entre otros, del poema narrativo El gaucho Martín Fierro y su continuación, La vuelta de Martín Fierro, que describen la vida de un gaucho.

## Historia

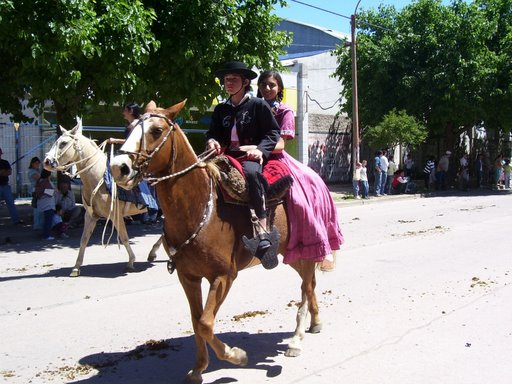
Festejo del Día de la Tradición en La Carlota, provincia de Córdoba.

La idea de institucionalizar un día que conmemore las tradiciones gauchas, fue del poeta Francisco Timpone, quien la propuso el 13 de diciembre de 1937, en una reunión de la Agrupación "Bases", institución que homenajeaba a Juan Bautista Alberdi que tenía sede en La Plata, provincia de Buenos Aires.
El 6 de junio de 1938 la agrupación solicitó al Senado de la Provincia de Buenos Aires que se declare al 10 de noviembre como «Día de la Tradición», por el natalicio en dicha fecha de José Hernández. Se propuso además una peregrinación cívica al Museo Gauchesco Ricardo Güiraldes, de San Antonio de Areco en homenaje efectivo a ese día.
La aprobación ante la Cámara de Senadores y Diputados fue unánime, declarada bajo la  ley nº 4756 / 39, promulgada el 18 de agosto de 1939, y se publicó en el Boletín Oficial (entrando en vigencia), el 9 de septiembre del mismo año. La referida ley se originó en el Senado y fueron sus autores Edgardo J. Míguenz y Atilio Roncoroni.
En su primera celebración los intendentes de La Plata y San Antonio de Areco realizaron el festejo. A partir de 1940, La Plata contuvo los festejos y la Agrupación publicaba cada año un libro en que resumía lo ocurrido.
La Ley 10220/84 modificó a la Ley 4756/39 el Art. 3° original, que pasó a decir: Declárase sede provincial permanente de la tradición a la localidad de San Antonio de Areco.
Por otro lado, por Ley Nacional N° 21154 de 1975, el Congreso Nacional extendió a todo el territorio argentino la vigencia del 10 de noviembre como «Día de la Tradición» (cumpliéndose lo que fue una aspiración inconclusa de la agrupación Bases) y declaró Ciudad de la Tradición a la Ciudad de San Martín, por ser el pueblo natal de José Hernández.